# شون هندرسون
شون هندرسون (بالإنجليزية: Sean Henderson)‏ (25 يوليو 1972 بإيفرت في الولايات المتحدة - ) هو لاعب كرة قدم أمريكي في مركز الوسط. شارك مع منتخب الولايات المتحدة تحت 20 سنة لكرة القدم. أما مع النوادي، فقد لعب مع كولورادو رابيدز وSeattle Sounders (1994–2008) ‏ وTuS Celle FC ‏ وEast Los Angeles Cobras ‏.

## وصلات خارجية
- شون هندرسون على موقع الدوري الأمريكي (الإنجليزية)
- شون هندرسون على موقع قاعدة بيانات كرة القدم.إي يو (الإنجليزية)